# Listen (песня Давида Гетта)
«Listen» — песня французского диджея и музыкального продюсера Давида Гетта с вокалом американского певца Джона Ледженда, из одноимённого альбома.

## Чарты
| Чарт (2014–2016) | Высшая позиция |
| ---------------- | -------------- |
| Франция (SNEP)   | 82             |
| Германия (GfK)   | 85             |
| Italy (FIMI)     | 74             |

## Сертификации
| Регион                                                                      | Сертификация | Продажи |
| --------------------------------------------------------------------------- | ------------ | ------- |
| Италия (FIMI)                                                               | Золотой      | 25 000  |
| Данные о продажах + прослушиваниях приведены только на основе сертификации. |              |         |

## История релиза
| Регион | Дата         | Формат           | Лейбл              |
| ------ | ------------ | ---------------- | ------------------ |
| Италия | 4 марта 2016 | Mainstream radio | Warner Music Group |